# Lara Ivanuša
Lara Ivanuša, née le 9 janvier 1997, est une footballeuse internationale slovène, qui évolue au poste d'attaquante ou de milieu offensif dans le club de l'UPC Tavagnacco.

## Biographie

### En club
En 2017, Lara Ivanuša rejoint le club suédois du Kvarnsvedens IK. Le 20 février 2018, elle retourne au club slovène du ŽNK Olimpija Ljubljana, où elle marque quatre buts en huit matches de championnat, et aide le club à remporter son deuxième titre national consécutif.
Le 18 juillet 2018, elle s'engage avec le club écossais de Glasgow City.
Après un an en Écosse, elle rejoint en septembre 2019 l'Italie et le club de l'UPC Tavagnacco.

### En équipe nationale
Lara Ivanuša fait ses débuts internationaux lors d'un match de qualification à la Coupe des Nations Féminines 2017, contre l’Écosse en avril 2016 à Paisley.

## Palmarès

### Club
Avec le ŽNK Olimpija Ljubljana
- Championne de Slovénie en 2017 et 2018